# Bulbophyllum josephi
Bulbophyllum josephi là một loài phong lan thuộc chi Bulbophyllum.